# Feldartillerie-Kaserne

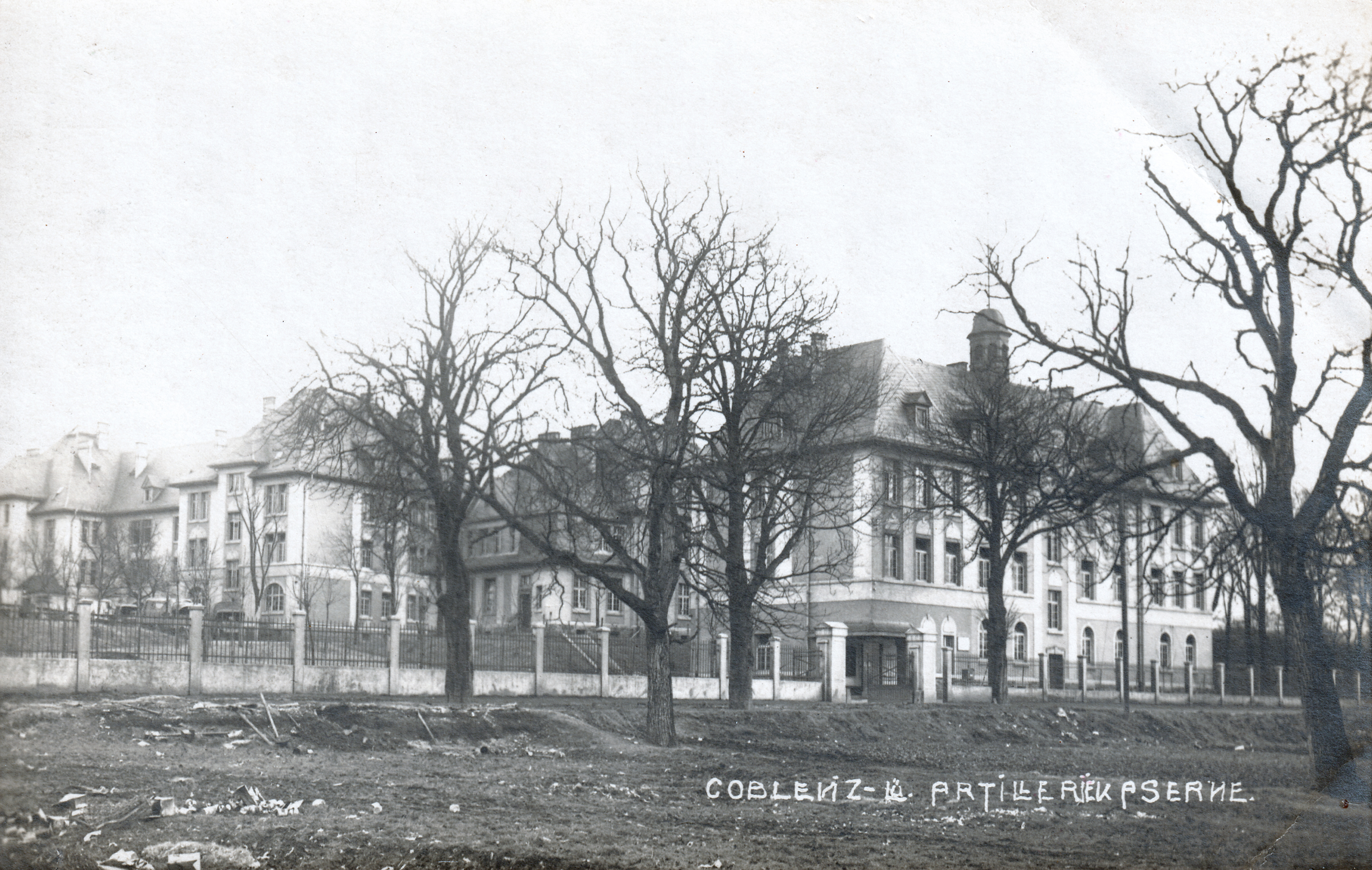
Die Feldartillerie-Kaserne in Koblenz-Lützel, um 1918

Die Feldartillerie-Kaserne war eine Kaserne in Koblenz. Sie wurde von 1913 bis 1918 auf dem Petersberg im Stadtteil Lützel auf dem ehemaligen Glacis der Feste Kaiser Franz und dem in Richtung der Bubenheimer Flesche gelegenen Exerzierplatz der Feste erbaut. Von der Anlage, die nach dem Abzug der französischen Besatzung 1929 aufgrund der Bestimmungen des Versailler Vertrags im Zuge der Entmilitarisierung aufgelöst werden musste, sind in der heutigen Bodelschwinghstraße noch das Familienhaus und in Teilen zwei Stallgebäude erhalten. Diese werden heute als Wohnhäuser genutzt.

## Geschichte
Zur Unterbringung der zweiten Abteilung des Feldartillerie-Regiments Nr. 23 wurde bereits 1901 eine neue Kaserne in Koblenz-Lützel auf dem Gelände der 1890 aufgelassenen Feste Kaiser Franz geplant. Dies war nötig geworden, da die Einheit in der Schlosskaserne aufgrund der dort herrschenden Bedingungen nur sehr schlecht untergebracht war. Die Bauarbeiten begannen allerdings erst im Sommer 1913. Bis zum Ausbruch des Ersten Weltkriegs konnte zwar ein Großteil der Gebäude fertiggestellt, aber noch nicht ihrer Bestimmung übergeben werden. Das gesamte Ensemble wurde schließlich erst 1918 vollendet und umfasste u. a. folgende Gebäude: Mannschaftshaus, Wirtschaftsgebäude, Familienhaus, Stabshaus, Geschützschuppen, drei Ställe, Krankenstall und zwei Reithäuser. Zur Kaserne gehörten auch drei Reitplätze und ein Sprunggarten. Nach Kriegsende wurde die Feldartillerie-Kaserne Ende 1918 zunächst von der amerikanischen, ab 1922 von der französischen Besatzung requiriert. Ab ca. Ende Juli 1922 war hier zunächst das 230. Feldartillerie-Regiment (320e R.A.C.) und ab ca. April 1923 das 39. Artillerie-Regiment (39e R.A.D.) untergebracht. Zusammen mit der Bubenheimer Flesche erhielt die Kaserne in dieser Zeit den Namen Fort Drouot. Nach dem französischen Abzug im November 1929 kaufte der Verein Herberge zur Heimat 1930 das gesamte Gelände samt Aufbauten an und richtete im ehemaligen Stabshaus ein Heim für Wanderer ein, welches den Namen Von-Bodelschwingh-Haus erhielt. Bis 1935 konnte der Verein in den ehemaligen Kasernenbauten 211 neue Wohnungen schaffen. Im Zweiten Weltkrieg wurden einige Gebäude zerstört und nach Kriegsende nicht wieder aufgebaut. Ab den 1960er Jahren ließ die Herberge einen Großteil der alten Gebäude durch eine neue Wohnbebauung mit Ladenzeile ersetzen, so dass heute nur noch wenige Gebäude an die Kaserne erinnern.

## Nutzung

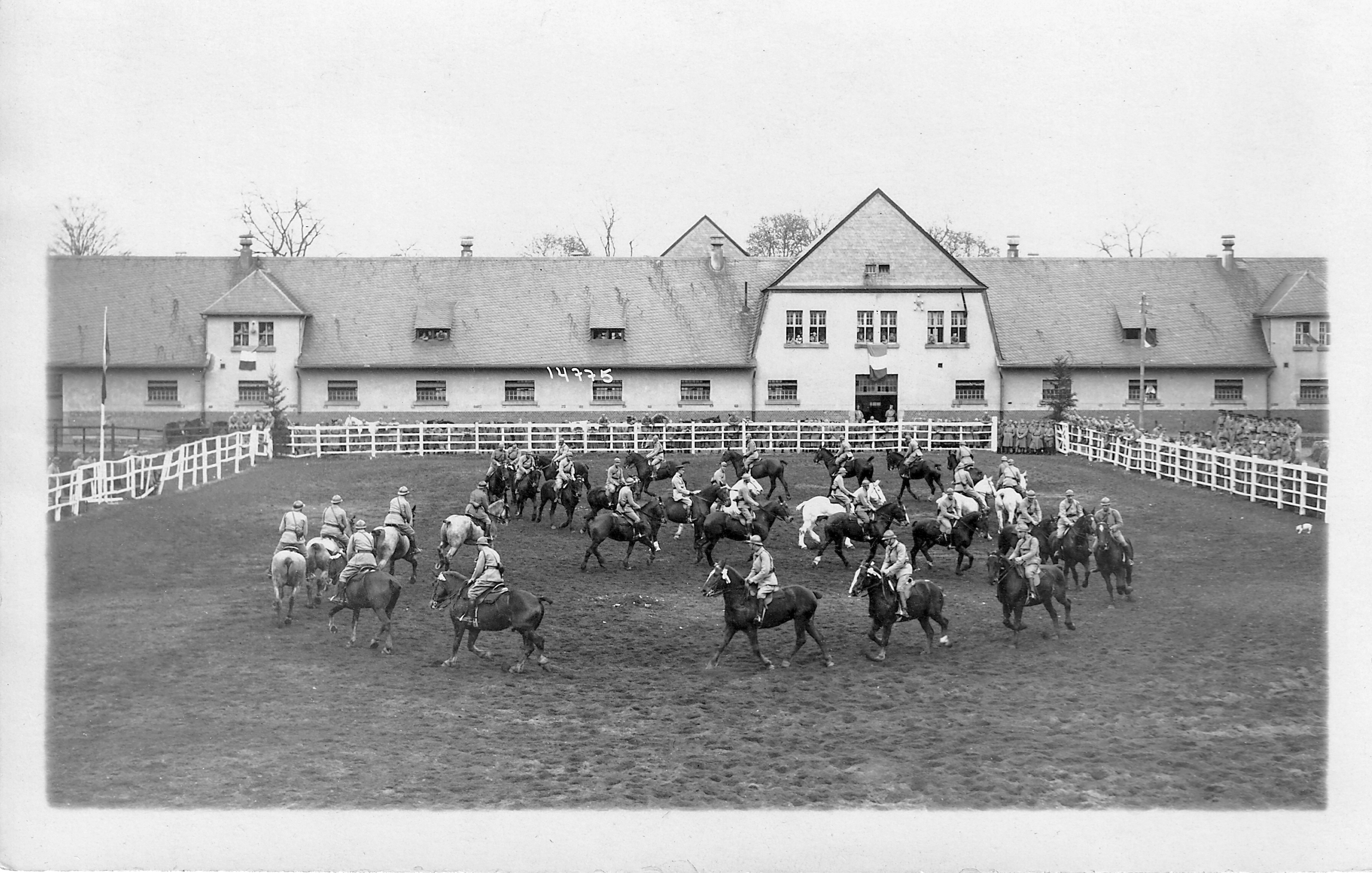
Stallgebäude und Reitplatz während der französischen Besatzung, 1924

Die militärische Nutzung der Feldartillerie-Kaserne beschränkte sich, bedingt durch den Ersten Weltkrieg, nur auf wenige Jahre. Da die Kaserne bei Ausbruch des Krieges noch nicht vollständig fertig gestellt und nicht offiziell ihrer Bestimmung übergeben worden war, fand von Juli 1914 bis Herbst 1915 zunächst eine Notbelegung statt. Anfang August 1914 waren in den Stallgebäuden bereits zwei Kompanien des Infanterie-Regiments Nr. 28 in Kriegsstärke untergebracht. Zeitgleich belegten die Kaserne zunächst auch Arbeiterinnen und wenig später Schuhmacher und Schneider aus dem nahe gelegenen Korpsbekleidungsamt. Die für die Versorgung eingerichtete Notküche verrichtete bis 1917 ihren Dienst. Welche Einheit bis Kriegsende in der Kaserne lag, ist nicht bekannt. Die amerikanische Besatzung, die Ende 1918 den Komplex übernahm, benutzte die Kaserne 1922 als Remount Depot und verschickte von hier aus ihre Ausrüstung zurück in die Vereinigten Staaten. Zum 1. Juli 1922 gaben die Amerikaner die Kaserne auf. Ab dem 22. Juli belegte das 5. Bataillon des 230. französischen Artillerie-Regiments mit sieben Offizieren und 450 Mann die Fort Drouot genannte Anlage. Im Frühjahr 1923 wurde diese Einheit durch die 13., 14., 16. und 17. Batterie des 39. französischen Artillerie-Regiments (39e R.A.D. = 39e régiments d‘artillerie) ersetzt, das bis zum französischen Abzug im Herbst 1929 hier verblieb. Ab 1930 begann dann die zivile Nutzung des Geländes durch die Herberge zur Heimat.